# Arina Sabalenka
Arina Sabalenka (belarús: Арына Сяргееўна Сабаленка)  (Minsk, 5 de maig de 1998) és una tennista professional belarussa.
Ha guanyat catorze títols individuals i set en dobles femenins, destacant quatre títols de Grand Slam, dos individuals a Open d'Austràlia (2023, 2024), i dos de dobles femenins al US Open 2019 i l'Open d'Austràlia 2021 amb Elise Mertens. Ha estat en el Top 10 d'ambdós rànquings, arribant el setè lloc individual i al segon en dobles.

## Biografia
Filla de Sergey, exjugador d'hoquei sobre gel, té una germana més petita. Va començar a jugar a tennis amb sis anys per casualitat, ja que a la seva família ningú hi jugava, simplement ho va provar un dia i li va agradar molt. Va entrar a l'acadèmia nacional de tennis de Minsk quan va obrir l'any 2014. Va estudiar en la Universitat Estatal de Belarús.

## Torneigs de Grand Slam

### Individual: 6 (3−3)
| Resultat   | Núm. | Any  | Torneig              | Oponent         | Marcador         |
| ---------- | ---- | ---- | -------------------- | --------------- | ---------------- |
| Guanyadora | 1.   | 2023 | Open d'Austràlia     | Ielena Ribàkina | 4−6, 6−3, 6−4    |
| Finalista  | 1.   | 2023 | US Open              | Coco Gauff      | 6−2, 3−6, 2−6    |
| Guanyadora | 2.   | 2024 | Open d'Austràlia (2) | Zheng Qinwen    | 6−3, 6−2         |
| Guanyadora | 3.   | 2024 | US Open              | Jessica Pegula  | 7−5, 7−5         |
| Finalista  | 2.   | 2025 | Open d'Austràlia     | Madison Keys    | 3−6, 6−2, 5−7    |
| Finalista  | 3.   | 2025 | Roland Garros        | Coco Gauff      | 7−6(5), 2−6, 4−6 |

### Dobles femenins: 2 (2−0)
| Resultat   | Núm. | Any  | Torneig          | Parella       | Oponents                              | Marcador |
| ---------- | ---- | ---- | ---------------- | ------------- | ------------------------------------- | -------- |
| Guanyadora | 1.   | 2019 | US Open          | Elise Mertens | Viktória Azàrenka Ashleigh Barty      | 7−5, 7−5 |
| Guanyadora | 2.   | 2021 | Open d'Austràlia | Elise Mertens | Barbora Krejčíková Kateřina Siniaková | 6−2, 6−3 |

## Palmarès

### Individual: 38 (20−18)
| 2009 − 2020                                          | Després de 2021 |
| ---------------------------------------------------- | --------------- |
| Grand Slam (3−3)                                     |                 |
| WTA Finals (0−1)                                     |                 |
| WTA Tournament of Champions / WTA Elite Trophy (1−0) |                 |
| Premier Mandatory (0−0)                              | WTA 1000 (6−4)  |
| Premier 5 (3−0)                                      | WTA 1000 (6−4)  |
| Premier (2−2)                                        | WTA 500 (3−5)   |
| International (2−2)                                  | WTA 250 (0−1)   |

| Títols per superfície |
| --------------------- |
| Dura (17−8)           |
| Gespa (0−2)           |
| Terra batuda (3−8)    |

| Resultat   | Núm. | Data                   | Torneig                              | Superfície   | Oponent               | Marcador         |
| ---------- | ---- | ---------------------- | ------------------------------------ | ------------ | --------------------- | ---------------- |
| Finalista  | 1.   | 15 d'octubre de 2017   | Tientsin, Xina                       | Dura         | Maria Xaràpova        | 5−7, 6−7(8)      |
| Finalista  | 2.   | 15 d'abril de 2018     | Lugano, Suïssa                       | Terra batuda | Elise Mertens         | 5−7, 2−6         |
| Finalista  | 3.   | 30 de juny de 2018     | Eastbourne, Regne Unit               | Gespa        | Caroline Wozniacki    | 5−7, 6−7(5)      |
| Guanyadora | 1.   | 25 d'agost de 2018     | New Haven, Estats Units              | Dura         | Carla Suárez Navarro  | 6−1, 6−4         |
| Guanyadora | 2.   | 29 de setembre de 2018 | Wuhan, Xina                          | Dura         | Anett Kontaveit       | 6−3, 6−3         |
| Guanyadora | 3.   | 5 de gener de 2019     | Shenzhen, Xina                       | Dura         | Alison Riske          | 4−6, 7−6(2), 6−3 |
| Finalista  | 4.   | 4 d'agost de 2019      | San Jose, Estats Units               | Dura         | Zheng Saisai          | 3−6, 6−7(3)      |
| Guanyadora | 4.   | 28 de setembre de 2019 | Wuhan (2)                            | Dura         | Alison Riske          | 6−3, 3−6, 6−1    |
| Guanyadora | 5.   | 27 d'octubre de 2019   | WTA Elite Trophy, Zhuhai, Xina       | Dura (i)     | Kiki Bertens          | 6−4, 6−2         |
| Guanyadora | 6.   | 29 de febrer de 2020   | Doha, Qatar                          | Dura         | Petra Kvitová         | 6−3, 6−3         |
| Guanyadora | 7.   | 25 d'octubre de 2020   | Ostrava, República Txeca             | Dura (i)     | Viktória Azàrenka     | 6−2, 6−2         |
| Guanyadora | 8.   | 15 de novembre de 2020 | Linz, Àustria                        | Dura (i)     | Elise Mertens         | 7−5, 6−2         |
| Guanyadora | 9.   | 13 de gener de 2021    | Abu Dhabi, Emirats Àrabs Units       | Dura         | Veronika Kudermétova  | 6−2, 6−2         |
| Finalista  | 5.   | 25 d'abril de 2021     | Stuttgart, Alemanya                  | Terra batuda | Ashleigh Barty        | 6−3, 0−6, 3−6    |
| Guanyadora | 10.  | 8 de maig de 2021      | Madrid, Espanya                      | Terra batuda | Ashleigh Barty        | 6−0, 3−6, 6−4    |
| Finalista  | 6.   | 24 d'abril de 2022     | Stuttgart (2)                        | Terra batuda | Iga Świątek           | 2−6, 2−6         |
| Finalista  | 7.   | 12 de juny de 2022     | 's-Hertogenbosch, Països Baixos      | Gespa        | Ekaterina Alexandrova | 5−7, 0−6         |
| Finalista  | 8.   | 7 de novembre de 2022  | WTA Finals, Fort Worth, Estats Units | Dura (i)     | Caroline Garcia       | 6−7(4), 4−6      |
| Guanyador  | 11.  | 8 de gener de 2023     | Adelaida, Austràlia                  | Dura         | Linda Nosková         | 6−3, 7−6(4)      |
| Guanyadora | 12.  | 28 de gener de 2023    | Open d'Austràlia, Austràlia          | Dura         | Ielena Ribàkina       | 4−6, 6−3, 6−4    |
| Finalista  | 9.   | 19 de març de 2023     | Indian Wells, Estats Units           | Dura         | Ielena Ribàkina       | 6−7(11), 4−6     |
| Finalista  | 10.  | 23 d'abril de 2023     | Stuttgart (3)                        | Terra batuda | Iga Świątek           | 3−6, 4−6         |
| Guanyadora | 13.  | 6 de maig de 2023      | Madrid (2)                           | Terra batuda | Iga Świątek           | 6−3, 3−6, 6−3    |
| Finalista  | 11.  | 9 de setembre de 2023  | US Open, Estats Units                | Dura         | Coco Gauff            | 6−2, 3−6, 2−6    |
| Finalista  | 12.  | 7 de gener de 2024     | Brisbane, Austràlia                  | Dura         | Ielena Ribàkina       | 0−6, 3−6         |
| Guanyadora | 14.  | 27 de gener de 2024    | Open d'Austràlia (2)                 | Dura         | Zheng Qinwen          | 6−3, 6−2         |
| Finalista  | 13.  | 4 de maig de 2024      | Madrid                               | Terra batuda | Iga Świątek           | 5−7, 6−4, 6−7(7) |
| Finalista  | 14.  | 18 de maig de 2024     | Roma, Itàlia                         | Terra batuda | Iga Świątek           | 2−6, 3−6         |
| Guanyador  | 15.  | 19 d'agost de 2024     | Cincinnati, Estats Units             | Dura         | Jessica Pegula        | 6−3, 7−5         |
| Guanyador  | 16.  | 7 de setembre de 2024  | US Open                              | Dura         | Jessica Pegula        | 7−5, 7−5         |
| Guanyadora | 17.  | 13 d'octubre de 2024   | Wuhan (3)                            | Dura         | Zheng Qinwen          | 6−3, 5−7, 6−3    |
| Guanyadora | 18.  | 5 de gener de 2025     | Brisbane                             | Dura         | Polina Kudermetova    | 4−6, 6−3, 6−2    |
| Finalista  | 15.  | 25 de gener de 2025    | Open d'Austràlia                     | Dura         | Madison Keys          | 3−6, 6−2, 5−7    |
| Finalista  | 16.  | 16 de març 2025        | Indian Wells (2)                     | Dura         | Mirra Andreeva        | 6−2, 4−6, 3−6    |
| Guanyadora | 19.  | 29 de març de 2025     | Miami, Estats Units                  | Dura         | Jessica Pegula        | 7−5, 6−2         |
| Finalista  | 17.  | 20 d'abril de 2025     | Stuttgart (4)                        | Terra batuda | Jeļena Ostapenko      | 4−6, 1−6         |
| Guanyador  | 20.  | 3 de maig de 2025      | Madrid (3)                           | Terra batuda | Coco Gauff            | 6−3, 7−6(3)      |
| Finalista  | 18.  | 7 de juny de 2025      | Roland Garros, França]]              | Terra batuda | Coco Gauff            | 7−6(5), 2−6, 4−6 |

#### Períodes com a número 1
| Núm. | Predecessora | Dates                   | Successora  | Setmanes | Acumulat |
| ---- | ------------ | ----------------------- | ----------- | -------- | -------- |
| 1.   | Iga Świątek  | 11/09/2023 − 05/11/2023 | Iga Świątek | 8        | 8        |
| 2.   | Iga Świątek  | 21/10/2024 − actualitat |             | 1        | 9        |

### Dobles femenins: 8 (6−2)
| 2009 − 2020             | Després de 2021 |
| ----------------------- | --------------- |
| Grand Slam (2−0)        |                 |
| WTA Finals (0−0)        |                 |
| Premier Mandatory (2−0) | WTA 1000 (0−0)  |
| Premier 5 (0−1)         | WTA 1000 (0−0)  |
| Premier (1−0)           | WTA 500 (1−0)   |
| International (0−1)     | WTA 250 (0−0)   |

| Títols per superfície |
| --------------------- |
| Dura (5−1)            |
| Gespa (1−0)           |
| Terra batuda (0−1)    |

| Resultat   | Núm. | Data                   | Torneig                     | Superfície   | Parella           | Oponents                              | Marcador         |
| ---------- | ---- | ---------------------- | --------------------------- | ------------ | ----------------- | ------------------------------------- | ---------------- |
| Finalista  | 1.   | 15 d'abril de 2018     | Lugano, Suïssa              | Terra batuda | Vera Lapko        | Kirsten Flipkens Elise Mertens        | 1−6, 3−6         |
| Guanyadora | 1.   | 17 de març de 2019     | Indian Wells, Estats Units  | Dura         | Elise Mertens     | Barbora Krejčíková Kateřina Siniaková | 6−3, 6−2         |
| Guanyadora | 2.   | 31 de març de 2019     | Miami, Estats Units         | Dura         | Elise Mertens     | Samantha Stosur Zhang Shuai           | 7−6(5), 6−2      |
| Guanyadora | 3.   | 8 de setembre de 2019  | US Open, Estats Units       | Dura         | Elise Mertens     | Viktória Azàrenka Ashleigh Barty      | 7−5, 7−5         |
| Finalista  | 2.   | 28 de setembre de 2019 | Wuhan, Xina                 | Dura         | Elise Mertens     | Duan Yingying V. Kudermétova          | 6−7(3), 2−6      |
| Guanyadora | 4.   | 25 d'octubre de 2020   | Ostrava, República Txeca    | Dura (i)     | Elise Mertens     | Gabriela Dabrowski Luisa Stefani      | 6−1, 6−3         |
| Guanyadora | 5.   | 19 de febrer de 2021   | Open d'Austràlia, Austràlia | Dura         | Elise Mertens     | Barbora Krejčíková Kateřina Siniaková | 6−2, 6−3         |
| Guanyadora | 6.   | 20 de juny de 2021     | Berlín, Alemanya            | Gespa        | Viktória Azàrenka | Nicole Melichar Demi Schuurs          | 4−6, 7−5, [10−4] |

#### Períodes com a número 1
| Núm. | Predecessora | Dates                   | Successora   | Setmanes | Acumulat |
| ---- | ------------ | ----------------------- | ------------ | -------- | -------- |
| 1.   | Hsieh Su-wei | 22/02/2021 − 04/04/2021 | Hsieh Su-wei | 6        | 6        |

### Equips: 1 (0−1)
| Resultat  | Núm. | Data                        | Torneig                        | Superfície | Equip                                             | Oponents                                                   | Resultat |
| --------- | ---- | --------------------------- | ------------------------------ | ---------- | ------------------------------------------------- | ---------------------------------------------------------- | -------- |
| Finalista | 1.   | 11 - 12 de novembre de 2017 | Copa Federació, Minsk, Belarús | Dura (i)   | Vera Lapko Lidziya Marozava Aliaksandra Sasnovich | Alison Riske Shelby Rogers Sloane Stephens CoCo Vandeweghe | 2–3      |

## Trajectòria

### Individual
| Open d'Austràlia | A   | Q2          | 1R          | 3R          | 1R          | 4R          | 4R          | G  | G  | 2 / 7     | 22 – 5    |
| Roland Garros | A   | Q1          | 1R          | 2R          | 3R          | 3R          | 3R          | SF | QF | 0 / 7     | 16 – 7    |
| Wimbledon | A   | 2R          | 1R          | 1R          | NC          | SF          | A           | SF |    | 0 / 5     | 11 – 5    |
| US Open | Q2  | Q1          | 4R          | 2R          | 2R          | SF          | SF          | F  |    | 0 / 6     | 21 – 6    |
| Jocs Olímpics | A   | No celebrat | No celebrat | No celebrat | No celebrat | 2R          | NC          | NC |    | 0 / 1     | 1 – 1     |
| WTA Finals | A   | A           | A           | A           | NC          | RR          | F           | SF |    | 0 / 3     | 6 – 6     |
| WTA Elite Trophy | A   | A           | RR          | G           | No celebrat | No celebrat | No celebrat | A  |    | 1 / 2     | 5 – 1     |
| Total Victòries−Derrotes | 0−0 | 12−8        | 46−22       | 39−22       | 29−10       | 45−18       | 33−22       |    |    | 216 – 103 | 216 – 103 |
| Rànquing a final d'any | 159 | 78          | 11          | 11          | 10          | 2           | 5           |    |    |           |           |
| Llegenda: G: Guanyadora; F: Finalista; SF: Semifinalista; QF: Quarts de final; Q: Qualificació; A: Absent; RR: Round Robin; |     |             |             |             |             |             |             |    |    |           |           |

### Dobles femenins
| Open d'Austràlia | A   | A   | 1R    | 3R    | QF   | G    |  | 1 / 4   | 11 – 3  |
| Roland Garros | A   | A   | A     | SF    | 2R   | A    |  | 0 / 2   | 5 – 2   |
| Wimbledon | A   | A   | 2R    | QF    | NC   | A    |  | 0 / 2   | 4 – 2   |
| US Open | A   | A   | 3R    | G     | QF   | A    |  | 1 / 3   | 11 – 2  |
| WTA Finals | A   | A   | A     | RR    | NC   | A    |  | 0 / 2   | 1 – 3   |
| Total Victòries−Derrotes | 0−1 | 2−4 | 14−16 | 30−12 | 15−6 | 10−3 |  | 85 – 63 | 85 – 63 |
| Rànquing a final d'any | 917 | 444 | 61    | 5     | 5    | 28   |  |         |         |
| Llegenda: G: Guanyadora; F: Finalista; SF: Semifinalista; QF: Quarts de final; Q: Qualificació; A: Absent; RR: Round Robin; |     |     |       |       |      |      |  |         |         |

## Guardons
- WTA Player of the Year (2024)[2]
- ITF World Champion (2023)[3]
- WTA Newcomer of the Year (2018)[4]
- Jerry Diamond ACES Award (2024)[5]